# Watoporus quechuanus
Watoporus quechuanus är en mångfotingart som beskrevs av Chamberlin 1955. Watoporus quechuanus ingår i släktet Watoporus och familjen Chelodesmidae. Inga underarter finns listade i Catalogue of Life.